# Holland Sport (voetbalclub)
Holland Sport is een voormalige betaaldvoetbalclub uit Scheveningen. De club speelde zijn thuiswedstrijden eerst op terrein Duinhorst in Wassenaar, vanaf 1955 in stadion Houtrust in Den Haag aan de Sportlaan.

## Geschiedenis
Holland Sport kwam voort uit BVC Den Haag en BVC Rotterdam, twee clubs die kortstondig actief waren tijdens de start van betaald voetbal in Nederland. Geen van beide clubs had een eigen terrein, en thuiswedstrijden moesten ergens ver weg worden gespeeld. Toen de KNVB overstag was en de competitie betaald voetbal officieel kon beginnen, besloten beide clubs tot een fusie.
De nieuwe club werd opgericht op 25 november 1954 
Aanvankelijk kwam de fusieclub uit onder de naam Flamingo's '54, maar ze moest die naam wijzigen, aangezien er al een amateurclub onder die naam speelde in Rijswijk. In januari 1955 verwierf de club de naam Holland Sport.

Op 14 juli 1955 fuseerden Holland Sport en voetbalclub SVV Scheveningen tot een nieuwe combinatie die kortweg SHS (voluit: Scheveningen Holland Sport) zou gaan heten. De fusie bracht veel voordelen, zoals de grote aanhang die SVV Scheveningen met zich meebracht. Op 22 juli 1964 werd de naam officieel wederom Holland Sport als voortzetting van SHS en werd SVV Scheveningen weer een amateurvoetbalclub.
De vereniging was in totaal zeventien seizoenen actief in het betaalde voetbal. Daarvan speelde Holland Sport / SHS vier seizoenen in de Eredivisie, waarin de negende plaats in het seizoen 1969/1970 de beste prestatie vormde.
Op 1 juli 1971 gingen ADO en Holland Sport samen verder als FC Den Haag/ADO, later FC Den Haag genaamd.

### Bekende namen
Bekende oud-spelers zijn onder anderen Bertus de Harder, Mick Clavan, Wim Landman, Guus Haak, Joop van Maurik, Sjaak Roggeveen, Bennie Muller en Jan Boskamp. Bekendste trainer was Cor van der Hart.

## Sportieve successen en teleurstellingen
Het eerste grote sportieve succes dat (Scheveningen) Holland Sport boekte was promotie in 1958 naar de Eredivisie. Men werd op tweede paasdag van dat jaar kampioen van de eerste divisie B. Op Houtrust werd voor 25.000 toeschouwers in een met 4–1 gewonnen wedstrijd tegen De Volewijckers de promotie behaald. Het basiselftal bestond uit Wim Landman (keeper); B. Zwarts, W. Zuidgeest, G. Beekhuizen, W. Onink, A. de Wit, C. IJspelder, P. Dekker, Jan van Geen, W. Zwarts en H. Knollmann. Uit dertig wedstrijden werden 44 punten gehaald, er werden tachtig doelpunten gescoord en men kreeg er 48 tegen. Op de 15 thuiswedstrijden kwamen tweehonderdduizend toeschouwers af (een gemiddelde van ruim 13.000 per wedstrijd).
Op 24 augustus 1958 debuteerde SHS in de Eredivisie tegen NAC. Voor 22.000 toeschouwers werd het 2–2. Dat jaar werden de eerste derby's tegen de Haagse rivaal ADO gespeeld: de eerste wedstrijd was in het Zuiderparkstadion op 31 augustus, het werd 3–2 voor ADO. Na één seizoen degradeerde SHS echter alweer uit de Eredivisie. Uit 34 wedstrijden werden slechts achttien punten gehaald. Tegenover de 54 gescoorde doelpunten stond een negatief van 111 tegendoelpunten. Het slechtste resultaat was de 10–0-nederlaag in Utrecht bij DOS.
Het seizoen erop (59/60) moest weer in de eerste divisie worden gespeeld. In dat seizoen eindigde SHS op een zevende plaats met 34 punten uit 32 wedstrijden. Reden om trainer Franz Fuchs te ontslaan. Zijn plaats werd door zijn landgenoot Ludwig Veg ingenomen. Aan het eind van het seizoen 1960/61 streed SHS tegen degradatie. Op 11 juli 1961 werd dit echter door een onverwachte 3–1-overwinning op Heracles voorkomen. Anders had een beslissingswedstrijd tegen het Haarlemse EDO moeten worden gespeeld.
Het volgende seizoen was niet echt beter. Met ingang van het seizoen 1962-63 zou nog slechts één eerste divisie overblijven en de sanering werd uitgevoerd met het middel dat uit iedere eerste divisie alleen de eerste zes zouden mogen blijven bestaan. In juni 1962 speelde SHS om een plaats bij de eerste zes een beslissingswedstrijd tegen SVV in Delft. SHS won met 2-0 en mocht eerstedivisionist blijven. Het seizoen erop werd Veg ontslagen en opgevolgd door Denis Neville; hij kwam over van Sparta. Het eerste seizoen onder hem – 1963/64 – eindigde SHS als derde in de eerste divisie en miste promotie naar de Eredivisie op één punt na. (Telstar en Sittardia promoveerden.) Er kwamen veel toeschouwers naar Houtrust, gemiddeld 11.000 per wedstrijd in dat seizoen. ADO en SHS stonden in het hele betaalde voetbal wat bezoekersaantallen betreft overigens consequent in de top tien.
Per 22 juli 1964 werden de amateurs van Scheveningen van de profclub gescheiden. De matige financiën kregen de schuld en daardoor zou dit noodzakelijk zijn. SHS zou voortaan Holland Sport gaan heten. Het eerste seizoen onder die naam verliep slecht. Degradatie naar de tweede divisie werd net ontlopen. Met 25 punten uit dertig wedstrijden eindigde HS als vierde van onderen. Het jaar daar op was het een plaatsje beter en werden in 28 wedstrijden 22 punten gehaald.

## Periode Cor van der Hart

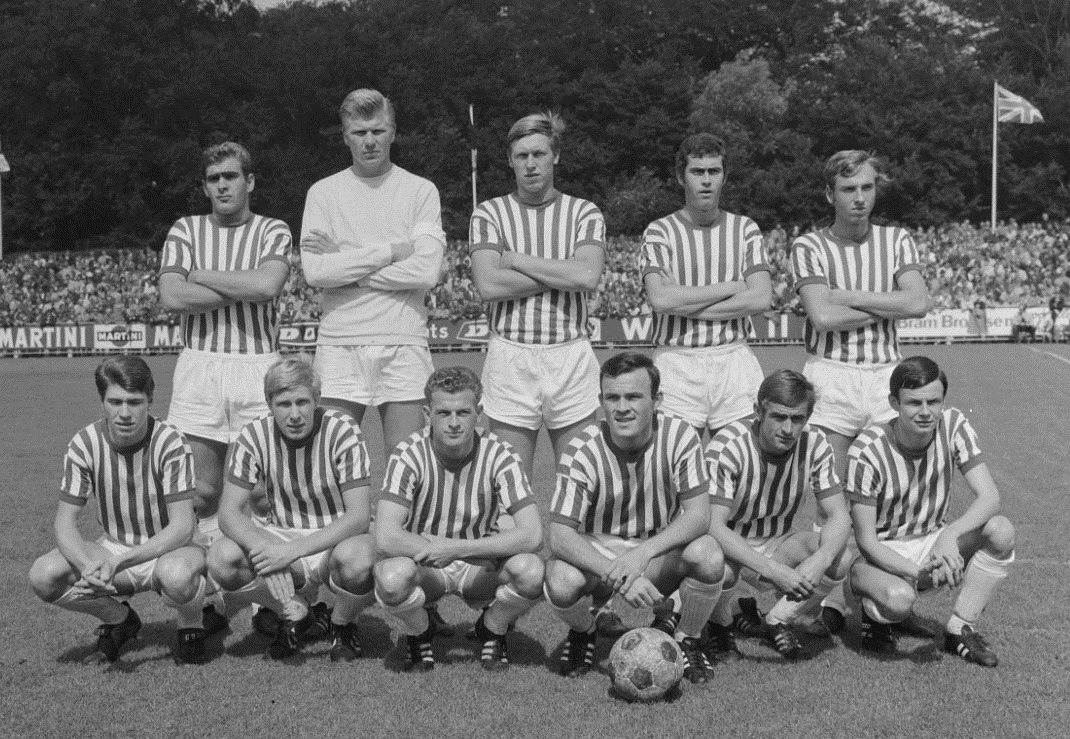
Het elftal van Holland Sport van het seizoen 1968/69.

Met het aantrekken van trainer Cor van der Hart in de zomer van 1966 ging HS zijn beste periode in. Het eerste seizoen onder hem was direct succesvol. De derde plaats werd bereikt – met 49 punten uit 38 wedstrijden – en promotie naar de Eredivisie werd op een punt na gemist. Het seizoen 1967-68 begon slecht: de eerste twee wedstrijden werden verloren. Daarna ging het beter en werden er wedstrijden gewonnen. Vooral spits Sjaak Roggeveen scoorde regelmatig (zijn seizoenstotaal kwam dat jaar op 35). De eerste elf thuiswedstrijden trokken liefst 129.000 toeschouwers. Het bleek de zevende plaats in het totale betaald voetbal. HS klom en klom op de ranglijst. Op 26 mei 1968 werd thuis met 2–1 van De Volewijckers gewonnen en omdat concurrent FC Den Bosch verloor was HS kampioen. In 36 wedstrijden werden 53 punten gehaald.
Het seizoen 1968/69, het eerste in de Eredivisie na tien jaar, ging vanzelfsprekend om lijfsbehoud. Het ging moeizaam en er werd soms met forse cijfers verloren: 6–0 van Feyenoord in de Kuip was hét dieptepunt. HS revancheerde zich hiervoor door in mei 1969 op Houtrust, voor 27.000 toeschouwers, met 1–0 van Feyenoord te winnen. Het seizoen werd als negende afgesloten met 33 punten uit 34 wedstrijden.
1968 werd afgesloten met een totaal van 201.000 toeschouwers op de Houtrust-tribunes (zesde plaats in het totale betaald voetbal); ADO scoorde 181.000 (zevende plaats). Het seizoen erop – Van der Hart had voor twee jaar bijgetekend – was HS wederom middenmoter. Wedstrijden tegen Sparta (3–2-verlies) en Ajax (4–1-nederlaag) trokken nog 24.000 toeschouwers. De supporters roerden zich en er werden bierflesjes op het veld gegooid en Sparta-doelman Jan van Beveren werd erdoor geraakt. De KNVB beboette HS hiervoor met fl.1.500,- maar het supportersgeweld bleef. In de terugwedstrijd op Spangen werd de scheidsrechter door op het veld lopend publiek geslagen. In dat seizoen besloot de KNVB dat alle Eredivisieclubs met ingang van het seizoen 1970-71 een twee meter hoog hekwerk rond het veld moesten aanleggen. De kosten voor HS waren fl. 40.000,-. Het tweede Eredivisieseizoen werd ook in de middenmoot afgesloten met 33 punten uit 34 wedstrijden.
Voor het seizoen 1970/71 versterkte HS zich met Guus Haak (hij kwam van Feyenoord) en Bennie Muller (Ajax). De verkoop van Sjaak Roggeveen aan PSV en Hans Dorjee aan ADO ging niet door. Dat seizoen besloot de KNVB het betaald voetbal te saneren: er moesten minder clubs komen. De clubs met de laagste aantallen toeschouwers zouden moeten afvallen. HS zat daar niet bij. De KNVB noemde HS een gezonde club. Sportief zat het, naar wat later bleek, in het laatste seizoen niet mee. Om andere redenen verdween HS uit het betaalde voetbal. HS sloot zijn laatste seizoen in het betaald voetbal af met 24 punten uit 34 wedstrijden op een veertiende plaats.

## Relatie metHBS
Op 7 januari 1955 speelde Flamingo's'54 – de voorloper van (S)HS – zijn eerste profwedstrijd op Houtrust. De wedstrijd tegen Emma was met 20.000 toeschouwers stijf uitverkocht. Daarvoor had de club zijn wedstrijden op Duinhorst in Wassenaar gespeeld. De besturen van HBS en Flamingo's hadden afgesproken dat de laatste club drie thuiswedstrijden op Houtrust zou spelen. HBS speelde sinds 1910 op Houtrust en beschouwde de terreinen als van de club. In het voorjaar van 1955 gingen HBS en Holland Sport een verbintenis voor tien jaar aan om op Houtrust te mogen spelen. De voordelen waren de grote capaciteit van het stadion – merendeel was staanplaatsen – maar er waren ook nadelen aan verbonden.
In 1955 stimuleerde de gemeente Den Haag de dubbele bespeling van Houtrust door HBS en Scheveningen Holland Sport. Er zou dan immers elke zondag een wedstrijd in het stadion zijn en de huurlasten zouden door de twee clubs kunnen worden gedeeld. SHS wilde dit ook wel maar vroeg de gemeente de capaciteit naar 25.000 toeschouwers uit te breiden. Er zaten wel voetangels en klemmen aan deze opzet. Sinds 1936 had de NV die de Houtrustgrond huurde – de NV Tentoonstellingsgebouw Houtrust – langdurig onderverhuurd aan HBS. In dit contract was onder meer bedongen dat deze NV de verkoop van consumptiegoederen op het terrein tot 1986 als alleenrecht had. Als compensatie voor allerlei hypotheekconstructies en de derving van de consumptie-inkomsten kreeg HBS echter fl. 2.500,- korting op de huurprijs per jaar. Tevens mocht HBS Houtrust onderverhuren en de inkomsten daaruit in eigen kas houden. HBS verhuurde onder aan SHS en zo spekte deze club HBS jarenlang. Ook voor SHS was er niets te verdienen aan de verkoop van chocoladerepen, biertjes en koeken. Voor alle sportclubs was dat naast de toegangsprijzen een belangrijke bron van inkomsten. Ook het ophangen van permanente reclameborden langs het veld tijdens wedstrijden van SHS had de toestemming nodig van twee partijen waar HBS er een van was. HBS was echter niet van plan SHS daarvoor toestemming te geven.
In 1967 liep de situatie op een conflict uit. HS moest iedere keer voor en na de wedstrijd zijn borden ophangen en verwijderen en de supportersvereniging van HS liet in augustus expres één bord hangen. Hierop kwamen HBS-supporters in actie en vielen er over en weer rake klappen. Een van de aanwezigen trok een alarmpistool; de politie greep in.
Jarenlang kreeg HBS ook vijftien procent van de recette – met een minimum van fl.1200,- per wedstrijd – van de thuiswedstrijden van (S)HS. Met soms 25.000 man op de tribunes werd die club daarmee aardig gespekt. Maar ook de gemeente profiteerde ervan: 25 procent vermakelijkheidsbelasting was het tarief voor iedere gulden entree die werd betaald. Ook konden leden van HBS met hun lidmaatschapskaart gratis naar thuiswedstrijden van HS en juist hierom werden sommige mensen lid van HBS. Een seizoenskaart bij HS was namelijk duurder.
In 1966 besprak de gemeente Den Haag met HBS een verhuizing van Houtrust naar de Daal en Bergselaan omdat het onderverhuren feitelijk een doorn in de ogen van de gemeenteraad was. De kosten van verhuizing, geschat op fl. 500.000,-, waren echter hoog en HBS liet weten hier niets aan bij te dragen. Om de druk op het verhuizen wat op te voeren toverde HS-bestuurslid Kroesemeijer een deal uit zijn hoed om met HS naar Rijswijk te verhuizen. Men zou gaan spelen in het Prinses Irene Sportpark. Daar was een ‘stadion’ rond een sintelbaan waar ‘alleen nog maar’ tribunes hoefden te worden gebouwd. De capaciteit zou 35.000 plaatsen zijn. De gemeente nam dit serieus en in een week was de verhuizing van HBS rond. In 1968 was de verhuizing concreet en de kosten van fl. 450.000,- werden op zeer curieuze wijze op HS verhaald: eerst kreeg HS fl. 50.000,- van de gemeente omdat HS de lichtinstallatie en twee kleedkamers van HBS overnam. De gemeente bedacht dat HS per jaar fl.51.500,- huur moest betalen over negen jaar waarmee de verhuizing van HBS was betaald (met rente à zeven procent en afschrijving in 20 jaar). Er kwam nog fl. 8.000,- per jaar voor onderhoud aan het hoofdveld bij. Kortingen kreeg HS ook: fl. 25.000,- per jaar werd in mindering gebracht op de schuld die HS aan de gemeente had omdat men de consumptieverkoop niet in eigen hand had. Raadslid Du Chatenier merkte op dat ‘de burger bij HS dus gesubsidieerd bier kon drinken en rookworst kon eten’.

## Fusie met ADO
Tijdens de begrotingsbehandeling voor het jaar 1970 besprak de gemeenteraad over het betaald voetbal in de stad en werd gesteld dat het niet goed ging. Sportieve prestaties bleven achter. De publieke belangstelling zou hard teruglopen; het jaar ervoor kwamen nog bijna 400.000 mensen naar HS en ADO. De gemeente wenste een topsportcentrum op het Zuiderpark waar zowel ADO als HS zou gaan spelen. Zelfs de parkeerproblemen rond Houtrust werden voor de verhuizing als argument gebruikt. Als beide clubs zouden fuseren zou er een topclub komen die kon concurreren met Ajax en Feyenoord. 400.000 toeschouwers per jaar – 24.000 per wedstrijd – zou prima zijn voor het Zuiderpark-stadion.
De aanzet tot de fusie zou een bespreking tussen de toenmalige ADO-bestuurder Herman Choufoer en wethouder Piet Vink van onder meer sport geweest zijn. Beide heren wisselden wat ideeën uit over de toekomst van het Haagse voetbal. Choufoer stelde een commissie voor die een fusie tussen ADO en HS zou onderzoeken. Uiteindelijk ontstonden er rechtstreekse besprekingen tussen de HS'ers Kroesemeijer en Kattenburg, Vink en enkele gemeenteambtenaren en de ADO'ers Choufoer, Kau en Boer. Het geruchtencircuit ging volop aan de gang en na een aantal besprekingen was al gauw het enige obstakel de naamgeving van de club. De gemeente was bereid te subsidiëren en eiste de naam FC Den Haag op. ADO wilde daar zijn naam achter hebben staan en HS was daar tegen. Kroesemeijer en Kattenburg waren alleen nog financieel geïnteresseerd; zij wilden de waardevolle onderdelen van HS zo goed mogelijk slijten aan de hoogste bieder. Voor de vorm zouden zij tot het nieuwe bestuur van FC Den Haag toetreden. Kroesemeijer zwaaide te pas en te onpas met zijn ADO-lidmaatschapskaart en liet zich veelvuldig in het Zuiderpark zien. Hans Kattenburg, behalve mede-eigenaar ook oud-speler, was van meet af tegen de fusie, die hij zag als een liquidatie van Holland Sport. De emoties over de naamgeving liepen zo hoog op dat een zogenaamde ‘groep-Menken’ nog een serieuze poging deed HS op te kopen en naar Leiden te doen verhuizen. (Menken was directeur van de Wassenaarse melkfabriek Menken.)
In april 1971 werd bekend dat trainer Van der Hart voor het volgende seizoen getekend had bij AZ '67. Hij voorvoelde waarschijnlijk de ondergang van HS ook. Omdat er ook een geldschietende ‘Club van Honderd’ actief was deed deze een poging Kroesemeijer met fl. 220.000,- uit te kopen en zo HS zelfstandig te houden. Dit mislukte door een hoop misverstanden en een te laat bezorgd telegram waarin het beloofde geld geregeld was. Uiteindelijk tekende Kattenburg bij ADO een verklaring dat hij de fusiebesprekingen weer wenste te openen en akkoord ging met de naam FC Den Haag/ADO. Op 21 mei 1971 ging de ledenraad van ADO akkoord met de fusie. Op 22 mei verloor HS met 6-1 in de Kuip van Feyenoord. HS bloedde hierna dood met nog een thuiswedstrijd tegen Go Ahead en sloot zijn betaaldvoetbalperiode af in een uitwedstrijd in Nijmegen bij N.E.C.. Hans Dorjee scoorde de laatste HS-treffer ooit. Het werd 1–1.
Vijf van de dertig contractspelers van HS werden door ADO voor het volgende seizoen overgenomen: Sjaak Roggeveen, Joop van Maurik, Woody Louwerens, Paul Roodnat en Martin van Vianen. De gemeenteraad ging akkoord met een jaarlijkse subsidie van fl. 600.000,- aan de nieuwe club en nadat de boeken definitief waren opgemaakt bleek HS een schuld van fl. 700.000,- te hebben.
Door verschillende andere onderzoekers zoals de toenmalige Simca-dealer Van der Gun werd gesteld dat HS op 30 juni 1970 een, door een accountantsverklaring ondersteund, tekort van fl. 115.000,- had de twee seizoenen ervoor met een klein positief saldo had afgesloten.

## Competitieresultaten 1955–1971
| 2 A |

| 14 B |

| 10 B |

| 1 B |

| 18 |

| 7 B |

| 14 B |

| 7 B |

| 11 |

| 3 |

| 13 |

| 11 |

| 3 |

| 1 |

| 10 |

| 9 |

| 15 |

| Eredivisie               | Eerste divisie             |
| Hoofdklasse (profniveau) | Eerste klasse (profniveau) |

- 1954 – 1955: Holland Sport
- 1955 – 1964: S.H.S.
- 1964 – 1971: Holland Sport

In elke staaf van de grafiek staat van boven naar beneden vermeld: 
- Eindnotering

Dit is de positie die de club heeft bereikt in de competitie, zonder eventuele beslissings-, play-off- of nacompetitiewedstrijden die nodig zijn geweest om bijvoorbeeld de kampioen van de competitie te bepalen.
Indien een * achter het getal staat is de notering een tussenstand en kan het zijn dat de notering niet overeenkomt met de uiteindelijke eindstand van de competitie.
Staat er een - dan is het seizoen nog bezig en is er geen definitieve uitslag bekend.
Staat er xx op de positie van de notering, dan heeft de club vroegtijdig de competitie verlaten. Dit kan onder andere komen door terugtrekking van het team, faillissement van de club of door een uitgedeelde straf van de KNVB. In veel gevallen staat elders in het artikel de reden vermeld.
Staat er een ? dan is het resultaat uit het verleden onbekend, en is alleen de competitie of het niveau bekend van dat seizoen.
In de seizoenen 2019/20 en 2020/21 werd wegens de coronacrisis het amateurvoetbal afgebroken. Daardoor kennen deze staven geen eindklassering (middels -- weergegeven).
- Competitieniveau en afdelingsletter of Officiële eindstand Eredivisie
  - Competitieniveau en afdelingsletter

Hierbij geeft het getal het niveau weer, dat ook terug te vinden is in de legenda. De letter is de afdelingsaanduiding en wordt gebruikt wanneer er meer afdelingen zijn op hetzelfde niveau. De afdelingsletter is altijd een hoofdletter en wordt meestal zonder nummer gebruikt.
Voorbeeld: 2F is niveau 2e klasse competitie F.
Het competitieniveau en nummer wordt niet vermeld wanneer er slechts één competitie van dit niveau was.
  - Officiële eindstand Eredivisie (getal staat tussen haakjes vermeld)

Sinds de introductie van play-offwedstrijden voor Europees voetbal na afloop van de reguliere competitie in 2005/06, is de KNVB verplicht een eindstand van de Eredivisie door te geven aan de UEFA aan de hand van deze play-offwedstrijden.
Bij deze eindstand staan clubs die zich hebben gekwalificeerd voor Europees voetbal hoger dan clubs die zich niet wisten te kwalificeren. Indien er geen verschil was tussen de eindnotering en de officiële eindstand, staat dit getal niet vermeld.

- Onderafdeling

Hier staat afgekort de naam van de onderafdeling indien de club in dat jaar in een onderafdeling uitkwam. Tevens staat deze afkorting in de legenda en wordt gelinkt naar het artikel over deze onderafdeling. Deze afkorting wordt alleen vermeld wanneer de club in het verleden in verschillende onderafdelingen heeft gespeeld. Deze vermelding is in de staaf altijd in kleine letters. Deze onderafdelingen zijn na het seizoen 1995/96 afgeschaft. Heeft de club in slechts één onderafdeling gespeeld, dan is dit alleen terug te vinden in de legenda.
Onder de staaf staat het jaartal vermeld waarin het seizoen is afgesloten. 15 verwijst naar het seizoen 2014/15 of eventueel het seizoen 1914/15.
Wanneer een staaf leeg is, zijn deze gegevens niet bekend. Het kan ook zijn dat de club dat seizoen niet heeft meegespeeld op het hogere amateurniveau, vroegtijdig de competitie heeft verlaten of uit de competitie is gezet.

In het seizoen 1944/45 was er wegens de Tweede Wereldoorlog geen regulier competitievoetbal.

### Seizoensoverzichten
| Resultaten van Holland Sport sinds de toetreding in het betaald voetbal in 1954 | Resultaten van Holland Sport sinds de toetreding in het betaald voetbal in 1954 | Resultaten van Holland Sport sinds de toetreding in het betaald voetbal in 1954 | Resultaten van Holland Sport sinds de toetreding in het betaald voetbal in 1954 | Resultaten van Holland Sport sinds de toetreding in het betaald voetbal in 1954 | Resultaten van Holland Sport sinds de toetreding in het betaald voetbal in 1954 | Resultaten van Holland Sport sinds de toetreding in het betaald voetbal in 1954 | Resultaten van Holland Sport sinds de toetreding in het betaald voetbal in 1954 | Resultaten van Holland Sport sinds de toetreding in het betaald voetbal in 1954 | Resultaten van Holland Sport sinds de toetreding in het betaald voetbal in 1954 | Resultaten van Holland Sport sinds de toetreding in het betaald voetbal in 1954 | Resultaten van Holland Sport sinds de toetreding in het betaald voetbal in 1954 | Resultaten van Holland Sport sinds de toetreding in het betaald voetbal in 1954                                                                             |
| Seizoen                                                                         | Competitie                                                                      | Competitie                                                                      | Competitie                                                                      | Competitie                                                                      | Competitie                                                                      | Competitie                                                                      | Competitie                                                                      | Competitie                                                                      | Competitie                                                                      | Kwalificatie                                                                    | KNVB beker                                                                      | Bijzonderheid |
| Seizoen                                                                         | Divisie                                                                         | GW                                                                              | W                                                                               | G                                                                               | V                                                                               | PNT                                                                             | DV                                                                              | DT                                                                              | POS                                                                             | Kwalificatie                                                                    | KNVB beker                                                                      | Bijzonderheid |
| ------------------------------------------------------------------------------- | ------------------------------------------------------------------------------- | ------------------------------------------------------------------------------- | ------------------------------------------------------------------------------- | ------------------------------------------------------------------------------- | ------------------------------------------------------------------------------- | ------------------------------------------------------------------------------- | ------------------------------------------------------------------------------- | ------------------------------------------------------------------------------- | ------------------------------------------------------------------------------- | ------------------------------------------------------------------------------- | ------------------------------------------------------------------------------- | --- |
| 1954/55                                                                         | Eerste klasse A                                                                 | 26                                                                              | 18                                                                              | 4                                                                               | 4                                                                               | 40                                                                              | 72                                                                              | 33                                                                              | 2e                                                                              | –                                                                               | Geen bekertoernooi                                                              | Holland Sport treedt toe tot het betaald voetbal De competitie werd na de fusie van de KNVB en de NBVB niet afgemaakt. Alle teams werden opnieuw ingedeeld. |
| 1955/56                                                                         | Hoofdklasse B                                                                   | 34                                                                              | 11                                                                              | 5                                                                               | 18                                                                              | 25*                                                                             | 58                                                                              | 75                                                                              | 14e                                                                             | Eerste divisie                                                                  | Geen bekertoernooi                                                              | Naamsverandering naar SHS *SHS kreeg twee punten in mindering                                                                                               |
| 1956/57                                                                         | Eerste divisie B                                                                | 30                                                                              | 9                                                                               | 10                                                                              | 11                                                                              | 28                                                                              | 58                                                                              | 59                                                                              | 10e                                                                             | –                                                                               | Kwartfinale                                                                     | – |
| 1957/58                                                                         | Eerste divisie B                                                                | 30                                                                              | 19                                                                              | 6                                                                               | 5                                                                               | 44                                                                              | 80                                                                              | 48                                                                              | 1e                                                                              | Rechtstreekse promotie                                                          | 3e ronde                                                                        | – |
| 1958/59                                                                         | Eredivisie                                                                      | 34                                                                              | 7                                                                               | 4                                                                               | 23                                                                              | 18                                                                              | 54                                                                              | 111                                                                             | 16e                                                                             | Rechtstreekse degradatie                                                        | 4e ronde                                                                        | – |
| 1959/60                                                                         | Eerste divisie B                                                                | 32                                                                              | 14                                                                              | 6                                                                               | 12                                                                              | 34                                                                              | 64                                                                              | 69                                                                              | 7e                                                                              | –                                                                               | Geen bekertoernooi                                                              | – |
| 1960/61                                                                         | Eerste divisie B                                                                | 34                                                                              | 9                                                                               | 8                                                                               | 17                                                                              | 26                                                                              | 50                                                                              | 63                                                                              | 14e                                                                             | –                                                                               | 1e ronde                                                                        | – |
| 1961/62                                                                         | Eerste divisie B                                                                | 34                                                                              | 17                                                                              | 6                                                                               | 11                                                                              | 40                                                                              | 57                                                                              | 37                                                                              | 7e                                                                              | Nacompetitie                                                                    | 2e ronde                                                                        | Degradatiewedstrijd tegen SVV (2–0) |
| 1962/63                                                                         | Eerste divisie                                                                  | 30                                                                              | 10                                                                              | 6                                                                               | 14                                                                              | 26                                                                              | 42                                                                              | 47                                                                              | 11e                                                                             | –                                                                               | 3e ronde                                                                        | – |
| 1963/64                                                                         | Eerste divisie                                                                  | 30                                                                              | 16                                                                              | 6                                                                               | 8                                                                               | 38                                                                              | 58                                                                              | 42                                                                              | 3e                                                                              | –                                                                               | 3e ronde                                                                        | – |
| 1964/65                                                                         | Eerste divisie                                                                  | 30                                                                              | 7                                                                               | 11                                                                              | 12                                                                              | 25                                                                              | 39                                                                              | 45                                                                              | 13e                                                                             | –                                                                               | Kwartfinale                                                                     | Naamsverandering naar Holland Sport |
| 1965/66                                                                         | Eerste divisie                                                                  | 28                                                                              | 9                                                                               | 4                                                                               | 15                                                                              | 22                                                                              | 40                                                                              | 63                                                                              | 11e                                                                             | –                                                                               | Groepsfase                                                                      | – |
| 1966/67                                                                         | Eerste divisie                                                                  | 38                                                                              | 21                                                                              | 7                                                                               | 10                                                                              | 49                                                                              | 66                                                                              | 32                                                                              | 3e                                                                              | –                                                                               | 1e ronde                                                                        | – |
| 1967/68                                                                         | Eerste divisie                                                                  | 36                                                                              | 23                                                                              | 7                                                                               | 6                                                                               | 53                                                                              | 72                                                                              | 30                                                                              | 1e                                                                              | Rechtstreekse promotie                                                          | Groepsfase                                                                      | – |
| 1968/69                                                                         | Eredivisie                                                                      | 34                                                                              | 12                                                                              | 9                                                                               | 13                                                                              | 33                                                                              | 32                                                                              | 45                                                                              | 10e                                                                             | –                                                                               | 1e ronde                                                                        | – |
| 1969/70                                                                         | Eredivisie                                                                      | 34                                                                              | 13                                                                              | 7                                                                               | 14                                                                              | 33                                                                              | 48                                                                              | 63                                                                              | 9e                                                                              | Intertoto Cup                                                                   | 1e ronde                                                                        | – |
| 1970/71                                                                         | Eredivisie                                                                      | 34                                                                              | 5                                                                               | 14                                                                              | 15                                                                              | 24                                                                              | 34                                                                              | 60                                                                              | 15e                                                                             | –                                                                               | 3e ronde                                                                        | Holland Sport fuseert met ADO en gaat verder onder de naam FC Den Haag-ADO                                                                                  |

### Holland Sport in Europa
| Seizoen | Competitie    | Ronde | Land               | Club           | Score    |
| ------- | ------------- | ----- | ------------------ | -------------- | -------- |
| 1970    | Intertoto Cup | Groep | Vlag van Tsjechië  | VSS Košice     | 0–2, 1–4 |
|         |               |       | Vlag van Zweden    | Åtvidabergs FF | 1–2, 1–2 |
|         |               |       | Vlag van Duitsland | MSV Duisburg   | 2–0, 2–2 |

### Topscorers
- 1954/55:  Henk Schouten (23)
- 1955/56:  Jan van Geen (17)
- 1956/57:  Jan van Geen (29)
- 1957/58:  Jan van Geen (31)
- 1958/59:  Wim Zwarts (14)
- 1959/60:  Jan Dahrs (20)
- 1960/61:  Jan Dahrs (8)
0000000  Arie de Wit (8)
- 1961/62:  Jan de Kleijn (30)
- 1962/63:  Jan de Kleijn (18)
- 1963/64:  Leen de Visser (17)
- 1964/65:  Leen de Visser (10)
- 1965/66:  Piet de Vries (9)
- 1966/67:  Sjaak Roggeveen (25)
- 1967/68:  Sjaak Roggeveen (32)
- 1968/69:  Sjaak Roggeveen (12)
- 1969/70:  Sjaak Roggeveen (16)
- 1970/71:  Sjaak Roggeveen (15)

### Trainers
- 1954–1955:  Vilmos Halpern
- 1955–0000:  Kees Noordeloos (a.i.)
- 1955–1957:  Kees van Dijke
- 1957–1958:  Franz Fuchs
- 1958–1959:  Ron Dellow
- 1959–1960:  Franz Fuchs
- 1960–1963:  Ludwig Veg
- 1963–1966:  Denis Neville
- 000001965:  Ron Groenewoud (a.i.)
- 1966–1971:  Cor van der Hart

## Trivia
Holland Sport was tevens de naam van een VPRO-sportprogramma op televisie. Het werd gepresenteerd door Wilfried de Jong. Het programma won in 2005 de Zilveren Nipkowschijf. Met de voormalige voetbalclub heeft het niets te maken.